# 临床文档架构
HL7 临床文档架构（Clinical Document Architecture，CDA） 是一项基于XML的标记标准（置标标准），旨在规定用于交换的临床文档的编码、结构和语义。
CDA 是第3版 HL7 标准的组成部分。与第3版 HL7 标准的其他组成部分类似，CDA 的制定工作也采用了 HL7开发框架（HL7 development Framework，HDF）；CDA 基于 HL7参考信息模型（Reference Information Model，RIM）以及第3版 HL7 数据类型（Data Types）。CDA 文档在本质上具有持久性。
CDA 标准规定，CDA 文档内容由强制性的文本部分和可选性的结构化部分构成；其中，前者保证的是对于文档内容的人工解释，而后者则旨在用于软件处理。结构化部分依赖于各种编码系统（coding systems）来表示概念，如医学术语系统命名法（Systematized Nomenclature of Medicine，SNOMED）和LOINC。

## 传输
CDA 标准并没有规定应当如何去传输这些文档。可以用来传输 CDA 文档的手段有第2版 HL7 消息、第3版 HL7 消息以及其他机制，如医学数字成像与通讯（英文：Digital Imaging and Communications in Medicine，DICOM）标准、电子邮件（email）MIME 附件、超级文本传输协议（英文：Hypertext Transfer Protocol，http）或者文件传输协议（英文：File Transfer Protocol，ftp）。

## 国家或地区特异性注释
在美国，CDA 标准被广泛认为是连续性照护文档（Continuity of Care Document，CCD）技术规范的基础。CCD 基于ASTM的（Continuity of Care Record，CCR）所规定的数据模型（data model）。美国医疗保健信息技术标准专家组（Healthcare Information Technology Standards Panel，HITSP）已经将 CCD 选定为其标准之一。